# Lee & Man Paper
Lee & Man Paper est une entreprise papetière chinoise. Elle est la 16e plus grande entreprise dans le secteur papetier en 2010, avec une production de 3,500 millions de tonnes.